# ضمور العضلات الشوكي البصلي
يعرف ضمور العضلات الشوكي البصلي باسم مرض كينيدي، وهو اضطراب تنكسي عصبي موهن مترقي، ينتج عنه تقلصات عضلية، وضعف تدريجي بسبب تنكس الخلايا العصبية الحركية في جذع الدماغ والنخاع الشوكي.
تتعلق هذه الحالة بطفرة في مورثة مستقبلات الإندروجين، وتورث بطريقة متنحية مرتبطة بالصبغي إكس. لا يوجد علاج معروف لهذا الاضطراب، ولغيره من الاضطرابات الوراثية، ولكن الأبحاث مازلت مستمرة. يمكن اعتبار ضمور العضلات الشوكي البصلي أحد أشكال متلازمة عدم الحساسية للإندروجين، وذلك بسبب تظاهرته الغدية الناتجة عن طفرة في مورثة مستقبلات الإندروجين، ويعتبر أيضًا أحد الأمراض التنكسية العصبية التي تسببها طفرات مماثلة، مثل مرض هنتنغتون. يقدر انتشار ضمور العضلات الشوكي البصلي ب  2.6حالة لكل 100000 ذكر.

## الأعراض والعلامات
يعاني الأفراد المصابون بضمور العضلات الشوكي البصلي من تقلصات عضلية، وضعف تدريجي بسبب تنكس الخلايا العصبية الحركية في جذع الدماغ والنخاع الشوكي. يختلف عمر ظهور الأعراض وشدتها بين الذكور المصابين، ويتراوح من سن المراهقة إلى الشيخوخة، وغالبًا ما تظهر الأعراض في منتصف العمر. تمتلك هذه المتلازمة تظاهراتٍ عصبية عضلية، وأخرى غدية صماوية.

### التظاهرات العصبية العضلية
تشمل العلامات المبكرة ضعف عضلات اللسان والفم، والارتجاف الحُزمي، وضعف عضلات الأطراف المترقي التدريجي مع هزال العضلات. يساعد العلاج العصبي العضلي في تدبير المرض، ويتطور ببطء شديد، ولكن يمكن أن يؤدي في النهاية إلى إعاقة شديدة.
تشمل العلامات والأعراض الأخرى:
الأعراض والعلامات العصبية
- العلامات البصلية: تدعى العضلات التي تتلقى تعصيبها الحركي من جذع الدماغ بالعضلات البصلية، تتحكم  هذه العضلات في عملية البلع والكلام والوظائف الأخرى للحلق.
- علامات أذية العصبون الحركي السفلي: توجد العصبونات الحركية السفلية في جذع الدماغ والنخاع الشوكي، وتعصب العضلات بشكل مباشر، تؤدي أذية العصبون الحركي السفلي إلى ضعف العضلات وهزالها.
- ضعف عضلات الجهاز التنفسي.
- الرُعاش الحركي.
- منعكس بابينسكي: تنحني أصابع القدم للأسفل عند حك الجزء السفلي من القدم، وتعتبر الاستجابة غير طبيعية عند تحريك أصابع القدم نحو الأعلى، ما يشير إلى أذية على مستوى العصبون المحرك العلوي.
- انخفاض أو غياب منعكسات الأوتار العميقة .

الأعراض العلامات العضلية
- التشنجات: نوبات التقلص العضلي.
- ضمور العضلات: فقدان الكتلة العضلية الذي يحدث عندما لا تحفّز العصبونات الحركية السفلية العضلات بشكل كافٍ.

الأعراض والعلامات المتعلقة بالغدد الصماء
- التثدي: تضخم غدة الثدي عند الذكور.
- العنانة.
- انخفاض الخصوبة.
- ضمور الخصية: تصبح الخصيتان أصغر وتتراجع وظيفتها.

علامات أخرى
- البداية المتأخرة: تظهر الأعراض على الأفراد عادةً في أواخر الثلاثينيات من العمر، أو بعد ذلك، ونادرًا ما تظهر في مرحلة المراهقة.